# Polycentridae
Polycentridae là danh pháp khoa học của một họ cá, với tên gọi thông thường trong tiếng Anh chia sẻ cùng họ Nandidae (cá sặc vện) là leaffish, do hình thái và màu sắc giống như lá cây của chúng. Theo FishBase, nó chỉ chứa 2 chi là Monocirrhus và Polycentrus, với môi trường sinh sống là nước ngọt và nước lợ tại vùng nhiệt đới Nam Mỹ. Trước đây, nó từng được gộp trong họ Nandidae, nhưng gần đây một số tác giả lại đặt hai chi Afronandus và Polycentropsis sinh sống ở châu Phi vào họ Polycentridae. Polycentridae cũng từng được đặt trong bộ Cichliformes nhưng hiện nay nó được coi là có vị trí chưa xác định (incertae sedis) trong loạt Ovalentaria của nhánh Percomorpha.
Các loài cá trong họ này là cá săn mồi kiểu phục kích chuyên biệt hóa cao, hình dáng tương tự chiếc lá, tới mức kiểu bơi của chúng trông giống như chiếc lá đang trôi dạt (vì thế mà có tên tiếng Anh leaf fish = cá lá); khi con mồi - như côn trùng thủy sinh hay cá nhỏ - tới gần phạm vi có thể bắt thì các loài cá này sẽ tấn công, nuốt con mồi chỉ trong khoảng một phần tư giây. Để hỗ trợ kiểu sống này, tất cả các thành viên của họ này đều có đầu to, màu sắc bí ẩn và miệng rất lớn có thể kéo dài thò thụt tùy ý, có khả năng nuốt con mồi gần như to lớn bằng chúng. Các tập tính kích thích trí tò mò này đã tạo lập cho họ này một chỗ thích hợp trong sở thích nuôi cá cảnh. Tuy nhiên, các loài cá này khó duy trì trong bể cá cảnh, do chúng đòi hỏi môi trường nước rất sạch, mềm, chua và một lượng lớn thức ăn là động vật còn sống.

## Đặc điểm
Là cá nhỏ, dài 3–8 xentimét (1–3 in). Vây lưng có 16-18 gai, 7-13 tia mềm. Vây hậu môn 12-13 gai, 7-14 tia mềm. Không có đường bên. Vây lưng liên tục. Vây ngực cũng như các phần mềm của vây lưng và vây hậu môn trong suốt và là bộ phận duy nhất chuyển động khi tiếp cận con mồi. Thể hiện sự chăm sóc của cá bố đối với trứng và cá con; chúng đẻ trứng dưới lá của thực vật thủy sinh (ở Monocirrhus) hoặc ở các khe kẽ nhỏ (ở Polycentrus).

## Các chi và loài
- Chi Monocirrhus Heckel, 1840
  - Monocirrhus polyacanthus Heckel, 1840 - Amazon leaffish.
- Chi Polycentrus Müller & Troschel, 1849
  - Polycentrus jundia Coutinho & Wosiacki, 2014[6]
  - Polycentrus schomburgkii Müller & Troschel, 1849 - Guyana leaffish.